# Pheucticus tibialis
El picogrueso muslinegro (Pheucticus tibialis), también denominado picogrueso vientriamarillo y piquigrueso de piernas negras, de unos 20 cm de longitud, es una especie de ave paseriforme de la familia Cardinalidae que habita en bosques y selvas de montaña de América Central.

## Distribución y hábitat
Se extiende en las selvas de las laderas montañosas desde el norte de Costa Rica —partiendo desde el volcán Miravalles, en Guanacaste— hacia el sur, hasta el oeste de Panamá, en Bocas del Toro, Chiriquí y Veraguas. Es incierto su estado de conservación en Nicaragua, donde estaría extinto. Se lo encuentra en altitudes comprendidas entre los 1000 y los 2600 m s. n. m. Se alimentan de semillas, frutos, y brotes. Por su potente canto y atractivo colorido son frecuentemente capturados para ser comercializados en el mercado de aves de jaula.

## Taxonomía
Esta especie monotípica fue descrita originalmente por el hombre de negocios estadounidense y ornitólogo aficionado George Newbold Lawrence en el año 1867, bajo el mismo nombre científico. Su localidad tipo es: «Cervantes, Costa Rica».
Fue considerado conespecífico de Pheucticus chrysogaster y Pheucticus chrysopeplus.